# 大唇孔首麗體魚
大唇孔首麗體魚，為輻鰭魚綱鱸形目隆頭魚亞目慈鯛科的其中一種，分布於非洲馬拉威湖流域，為特有種，體長可達22.4公分，棲息在沙底質水域，以浮游性甲殼類為食，生活習性不明，可作為觀賞魚。

## 擴展閱讀
維基物種上的相關：大唇孔首麗體魚